# Drosera whittakeri
Drosera whittakeri är en sileshårsväxtart som beskrevs av Jules Émile Planchon. Drosera whittakeri ingår i släktet sileshår, och familjen sileshårsväxter.
Artens utbredningsområde är:
- New South Wales.
- Victoria.

Inga underarter finns listade i Catalogue of Life.

## Bildgalleri

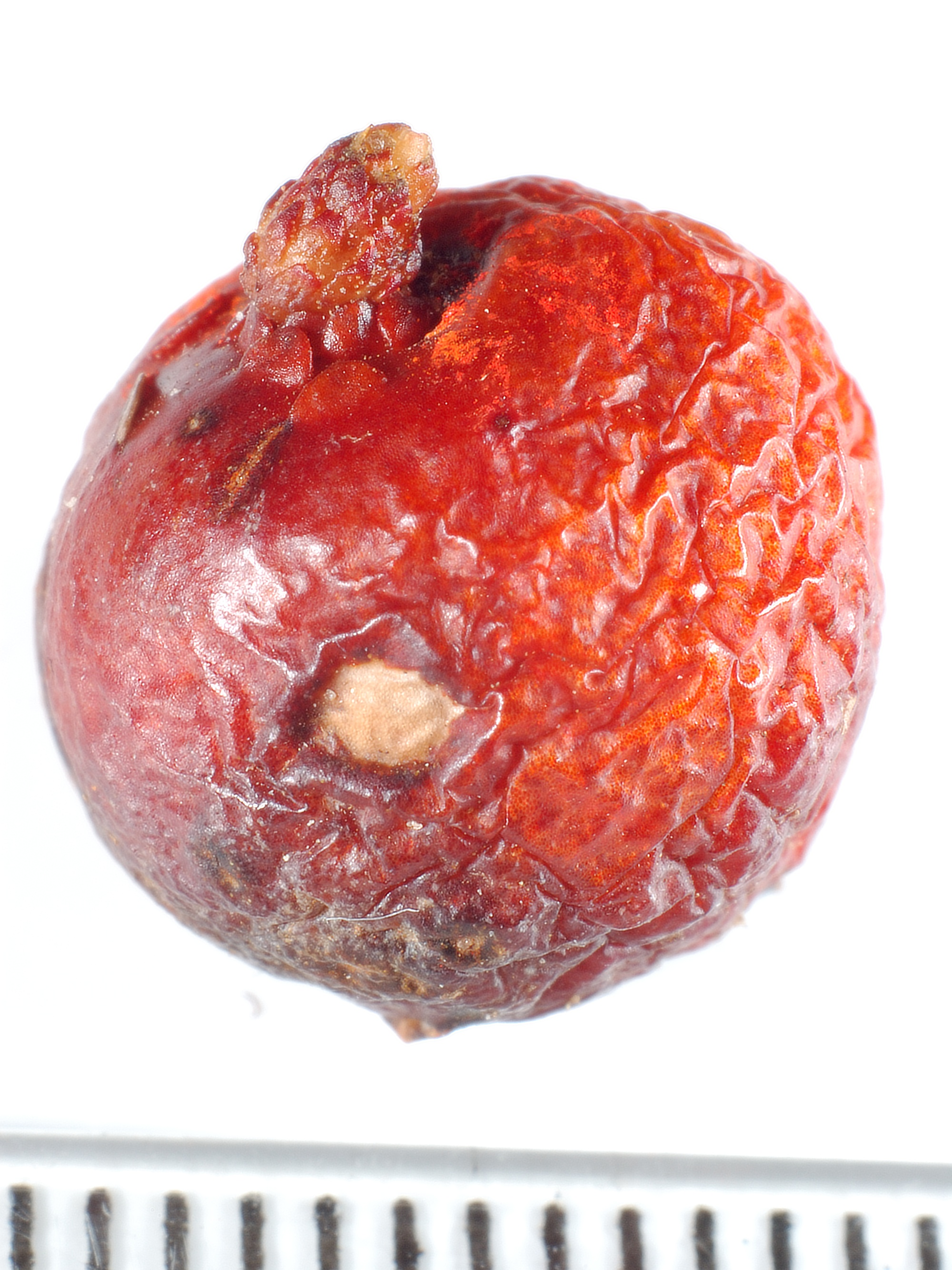
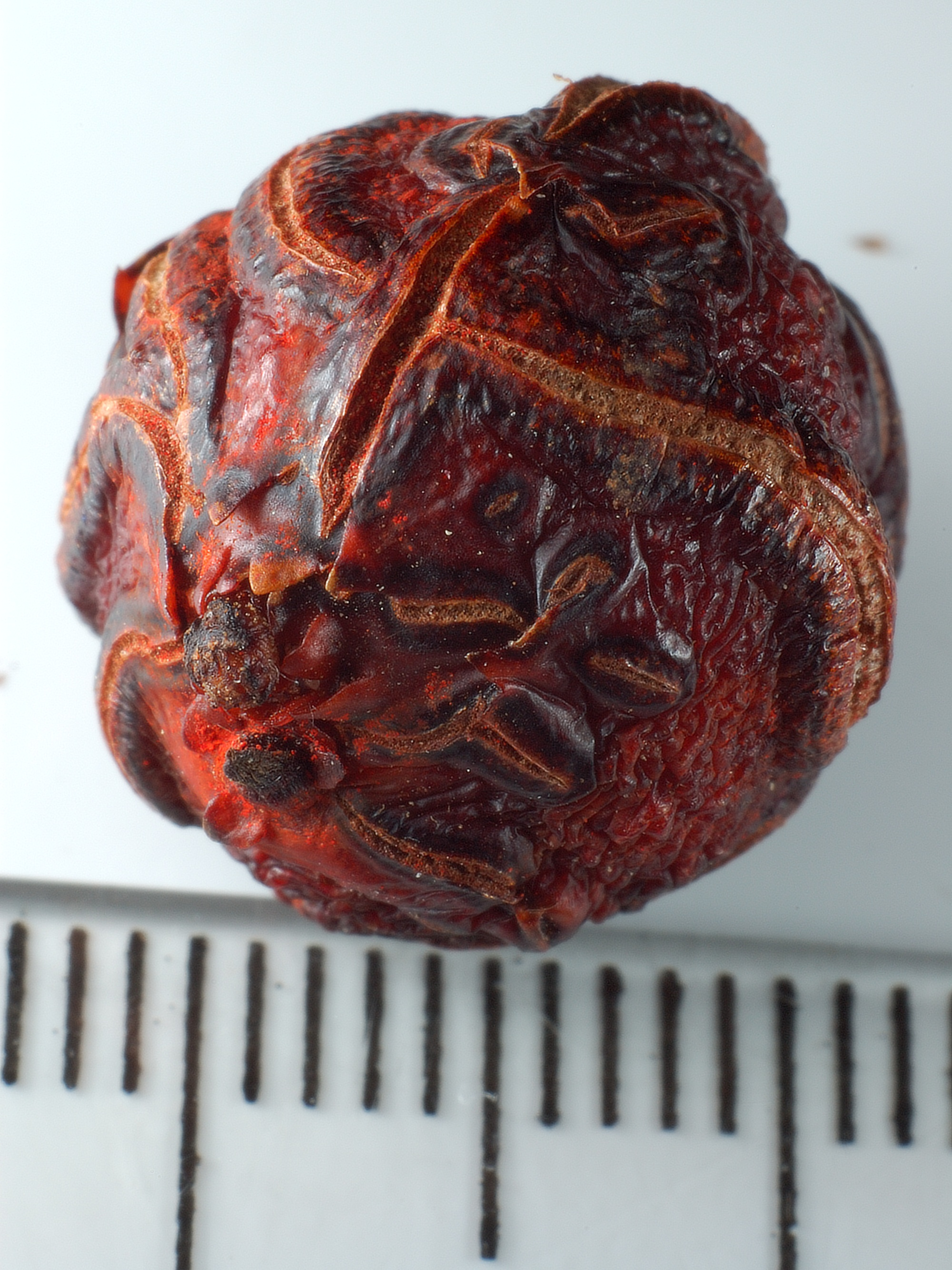